# Langlaufen op de Olympische Winterspelen 1948

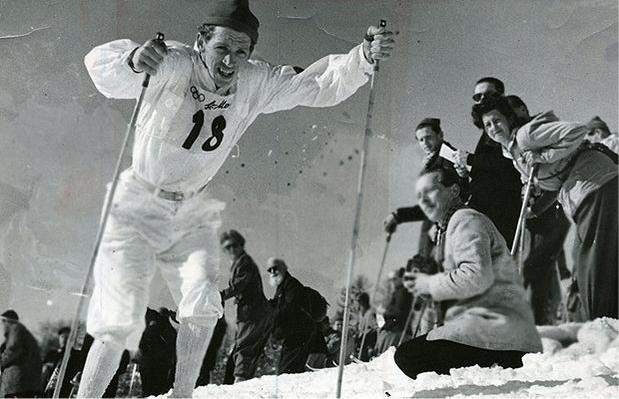
Martin Lundström tijdens de Winterspelen van 1948

Langlaufen is een van de sporten die beoefend werden tijdens de Olympische Winterspelen 1948 in St. Moritz.

## Heren

### 18 kilometer
| rang   | sporter(s)       | land | tijd    |
| ------ | ---------------- | ---- | ------- |
| Goud   | Martin Lundström | SWE  | 1:13:50 |
| Zilver | Nils Östensson   | SWE  | 1:14:22 |
| Brons  | Gunnar Eriksson  | SWE  | 1:16:06 |
| 4      | Heikki Hasu      | FIN  | 1:16:43 |
| 5      | Nils Karlsson    | SWE  | 1:16:54 |
| 6      | Sauli Rytky      | FIN  | 1:18:10 |
| 7      | August Kiuru     | FIN  | 1:18:25 |
| 8      | Teuvo Laukkanen  | FIN  | 1:18:51 |

### 50 kilometer
| rang   | sporter(s)        | land | tijd    |
| ------ | ----------------- | ---- | ------- |
| Goud   | Nils Karlsson     | SWE  | 3:47:48 |
| Zilver | Harald Eriksson   | SWE  | 3:52:20 |
| Brons  | Benjamin Vanninen | FIN  | 3:57:28 |
| 4      | Pekka Vanninen    | FIN  | 3:57:58 |
| 5      | Anders Törnqvist  | SWE  | 3:58:20 |
| 6      | Edi Schild        | SUI  | 4:05:37 |
| 7      | Armas Kuvaja      | FIN  | 4:10:02 |
| 8      | Jaroslav Cardal   | TCH  | 4:14:34 |

### 4 x 10 kilometer Estafette
| rang   | sporter(s)                                                                   | land | tijd    |
| ------ | ---------------------------------------------------------------------------- | ---- | ------- |
| Goud   | Nils Östensson Nils Täpp Gunnar Eriksson Martin Lundström                    | SWE  | 2:32:08 |
| Zilver | Lauri Silvennoinen Jari Laukkanen Sauli Rytky August Kiuru                   | FIN  | 2:41:06 |
| Brons  | Erling Evensen Olaf Økern Reidar Nyborg Olav Hagen                           | NOR  | 2:44:33 |
| 4      | Josef Gstrein Josef Deutschmann Engelbert Hundertpfund Karl Rafreider        | AUT  | 2:47:18 |
| 5      | Niklaus Stump Robert Zurbriggen Max Müller Edi Schild                        | SUI  | 2:48:07 |
| 6      | Vincenzo Perruchon Silvio Confortola Rizzieri Rodeghiero Severino Compagnoni | ITA  | 2:51:00 |
| 7      | René Jeandel Gérard Perrier Marius Mora Benoît Carrara                       | FRA  | 2:51:53 |
| 8      | Štefan Kovalčík František Balvín Jaroslav Zajíček Jaroslav Cardal            | TCH  | 2:54:56 |

## Medaillespiegel
| rang | land      | goud | zilver | brons | totaal |
| ---- | --------- | ---- | ------ | ----- | ------ |
| 1    | Zweden    | 3    | 2      | 1     | 6      |
| 2    | Finland   | 0    | 1      | 1     | 2      |
| 3    | Noorwegen | 0    | 0      | 1     | 1      |
|      |           | 3    | 3      | 3     | 9      |